# Petrikovics Gyula
Petrikovics Gyula (Pestszenterzsébet, 1943. január 12. – Budapest, 2005. június 28.) olimpiai ezüstérmes, világ- és Európa-bajnok kenus.

## Élete
A C-2 1000 méteres számban, Wichmann Tamás párjaként aratta legnagyobb sikereit, köztük az 1968-as mexikóvárosi olimpián szerzett ezüstérmet is. Egyéniben az 1969-es moszkvai Európa-bajnokság C1 10000 méteres számában szerzett ezüstérmet. Petrikovics visszavonulása után képzőművészettel foglalkozott. 2005. június 28-án hunyt el, sírhelye a Fiumei úti sírkertben található.